# 科勒尼鎮區 (格里利縣)
科勒尼鎮區（英語：Colony Township）為位在美國堪薩斯州格里利縣的鎮區。2000年美国人口普查中該鎮區人口有172人。

## 地理
科勒尼鎮區涵蓋面積918.86平方（354.77平方英里），境內無城鎮設立。

### 墓園
根據美國地質調查局的資料，此鎮區擁有2座墓園：
- 馬修斯墓園（Mathews Cemetery）
- 羅傑斯墓園（Rogers Cemetery）

### 溪流
通過此鎮區的溪流有：
- 南福克懷特伍曼溪（South Fork White Woman Creek）

### 機場
- 塔特爾降落場（Tuttle Landing Field）
- 沃爾特機場（Walter Airport）

## 外部連結
- US-Counties.com
- City-Data.com （页面存档备份，存于）